# Valentino Kanzyani
Tine Kocjančič, művésznevén Valentino Kanzyani szlovén techno DJ és zenei producer, a Recycled Loops társalapítója.
Szlovéniában akkor vált híressé, amikor 1995-ben elkezdett játszani az Ambasada Gavioli nevű klubban DJ Umekkel. Az ott eltöltött három és fél év alatt a világ legjobb DJ-ivel zenélt együtt. Egyidőben három lemezjátszón játszott. A DJ Magazine szaklap által összeállított Top 100-as listán a 75. helyet foglalja el.
2003 decemberében szerepel a BBC Radio 1 Essential Mix című műsorában.
Remixeket is készít, többek között Ken Ishii, Simon Digby, a Deep Dish, Wally Lopez és Jon Carter részére is dolgozott már.

## Diszkográfia
- House Soul EP (2000) Intec
- Pornorama (2000) Earresistible Musick
- Intecnique (2005) Intec
- Seasons EP (2007) Vezotonik
- Rock the Discotheque vol. 1 Matrix Music
- Rock the Discotheque vol. 2 Matrix Music